# Contea di Linxi (Mongolia Interna)
La contea di Linxi (林西县S, Línxī XiànP) è una contea della Cina, appartenente alla regione autonoma della Mongolia Interna e amministrata dalla prefettura di Chifeng.